# فرانسوا اوتمان
فرانسوا اوتمان (به فرانسوی: François Hotman) (۲۳ اوت ۱۵۲۴–۱۲ فوریه ۱۵۹۰) یک حقوقدان و نویسنده پروتستان فرانسه، همراه با اومانیست‌های قانونی و با سلطنت طلبان، که علیه سلطنت مطلق مبارزه می‌کرد، در ارتباط بود. نام او اغلب "Francis" به زبان. انگلیسی نوشته شده‌است. او را "یکی از اولین انقلابیون مدرن" خوانده‌اند.